# Рачевци
Рàчевци е село в Северна България, община Габрово, област Габрово.

## География
Село Рачевци се намира на около 4 km запад-северозападно от центъра на град Габрово. Разположено е по северен склон в североизточните подножия на Черновръшкия рид. Надморската височина в северния край на селото е около 375 m, а в южния нараства до около 420 – 430 m.
До село Рачевци води ляво отклонение от общинския път, който тръгва от кръстовище в село Поповци с второкласния републикански път II-44 (Севлиево – Габрово) на юг за селата Гергини, Гарван, Пейовци и Николчовци.

## История
През 1995 г. дотогавашното населено място колиби Рачевци придобива статута на село.

## Население
Населението на село Рачевци наброява 134 души при преброяването към 1934 г., намалява до 16 към 1985 г. и към 2019 г. наброява (по текущата демографска статистика за населението) 26 души.
Преброяване на населението през 2011 г.
Численост и дял на етническите групи според преброяването на населението през 2011 г.:
|                     | Численост | Дял (в %) |
| Общо                | 26        | 100,00    |
| Българи             | 26        | 100,00    |
| Турци               | 0         | 0,00      |
| Цигани              | 0         | 0,00      |
| Други               | 0         | 0,00      |
| Не се самоопределят | 0         | 0.ш0      |
| Неотговорили        | 0         | 0,00      |